# Championnat de Formule Tasmane 1969
Navigation
1968 1970
Le Championnat de Formule Tasmane 1969 est la 6e édition du championnat de Formule Tasmane, un championnat automobile se déroulant en Australie et en Nouvelle-Zélande.

## Résultats

### Courses

#### En Nouvelle-Zélande
| N. | Nom                              | Circuit        | Date       | Vainqueur     | Voiture      | Écurie                     | Résumé |
| -- | -------------------------------- | -------------- | ---------- | ------------- | ------------ | -------------------------- | ------ |
| 1  | Grand Prix de Nouvelle-Zélande   | Pukekohe       | 4 janvier  | Chris Amon    | Ferrari 246T | Scuderia Veloce            | Résumé |
| 2  | Coupe Internationale de Levin    | Levin          | 11 janvier | Chris Amon    | Ferrari 246T | Scuderia Veloce            | Résumé |
| 3  | Trophée Lady Wigram              | Wigram         | 19 janvier | Jochen Rindt  | Lotus 49B    | World Wide Racing          | Résumé |
| 4  | Coupe International de Teretonga | Teretonga Park | 25 janvier | Piers Courage | Brabham BT24 | Frank Williams Racing Cars | Résumé |

#### En Australie
| N. | Nom                                 | Circuit      | Date       | Vainqueur    | Voiture      | Écurie            | Résumé |
| -- | ----------------------------------- | ------------ | ---------- | ------------ | ------------ | ----------------- | ------ |
| 5  | Grand Prix d'Australie              | Lakeside     | 2 février  | Chris Amon   | Ferrari 246T | Scuderia Veloce   | Résumé |
| 6  | Coupe International de Warwick Farm | Warwick Farm | 9 février  | Jochen Rindt | Lotus 49B    | World Wide Racing | Résumé |
| 7  | Sandown International 100           | Sandown      | 16 février | Chris Amon   | Ferrari 246T | Scuderia Veloce   | Résumé |

### Classement
| Pos | Pilote            | Voiture                            | Écurie                    | Puk | Lev | Wig | Ter | Lak | War | San | Pts |
| --- | ----------------- | ---------------------------------- | ------------------------- | --- | --- | --- | --- | --- | --- | --- | --- |
| 1   | Chris Amon        | Ferrari Dino 246T/69               | Scuderia Veloce           | 1   | 1   | 3   | 3   | 1   | Ret | 1   | 44  |
| 2   | Jochen Rindt      | Lotus 49B Ford Cosworth DFW        | World Wide Racing         | 2   | Ret | 1   | Ret | Ret | 1   | 2   | 30  |
| 3   | Piers Courage     | Brabham BT24 Ford Cosworth DFW     | Frank Williams Racing     | 3   | 2   | 4   | 1   | Ret | Ret | Ret | 22  |
| 4   | Derek Bell        | Ferrari Dino 246T/69               | Scuderia Veloce           | 4   | Ret | 5   | 5   | 2   | 2   | 5   | 21  |
| 5   | Graham Hill       | Lotus 49B Ford Cosworth DFW        | World Wide Racing         | Ret | Ret | 2   | 2   | 4   | 11  | 6   | 16  |
| 6   | Frank Gardner     | Mildren Mono Alfa Romeo            | Alec Mildren Racing       | Ret | 3   | Ret | 4   | Ret | 3   | 4   | 14  |
| 7   | Leo Geoghegan     | Lotus 39 Repco                     | Geoghegan Racing Division | 5   | 4   | Ret |     | 3   | 5   | DNS | 11  |
| 8   | Jack Brabham      | Brabham BT31 Repco                 |                           |     |     |     |     |     |     | 3   | 4   |
| 9   | Kevin Bartlett    | Brabham BT23E Alfa Romeo           | Alec Mildren Racing       |     |     |     |     | Ret | 4   | Ret | 3   |
| =   | Graeme Lawrence   | McLaren M4A (en) Ford Cosworth FVA | Lawrence Racing           | 6   | 5   | 12  | Ret |     | 8   | Ret | 3   |
| =   | Neil Allen        | McLaren M4A (en) Ford Cosworth FVA | NE Allen Comp.            |     |     |     |     | 5   | 6   | 11  | 3   |
| 12  | Roly Levis        | Brabham BT23C Ford Cosworth FVA    | Team Lexington            | 7   | 9   | 6   | 6   |     | 7   | 7   | 2   |
| 13  | Graham McRae      | McRae 69 Ford                      |                           | Ret | 6   | 7   | Ret |     |     |     | 1   |
| =   | Max Stewart       | Mildren Alfa Romeo                 | Alec Mildren Racing       |     |     |     |     | 6   |     |     | 1   |
| —   | Malcolm Guthrie   | Brabham BT21B Ford                 | Frank Williams Racing     |     | 8   | 10  | 10  | 7   | 10  | 10  | 0   |
| —   | Bert Hawthorne    | Brabham BT21 Ford                  | Team Lexington            | 12  | 7   | 8   | 11  |     |     |     | 0   |
| —   | Laurence Brownlie | Brabham BT23C Ford Cosworth FVA    | Team Lexington            | 11  | DNS | Ret | 7   |     |     |     | 0   |
| —   | Glyn Scott        | Bowin P3 Ford Cosworth FVA         | Glyn Scott Motors         |     |     |     |     | 8   | 9   | 9   | 0   |
| —   | Red Dawson        | Brabham BT7A Coventry Climax FPF   |                           | 8   | Ret | 9   | 13  |     |     |     | 0   |
| —   | David Oxton       | Brabham BT16 Ford                  |                           | 9   | Ret | ??  | 8   |     |     |     | 0   |
| —   | Garrie Cooper     | Elfin 600B Ford                    |                           |     |     |     |     |     |     | 8   | 0   |
| —   | Ken Smith         | Lotus 41 Ford                      |                           | ??  |     | Ret | 9   |     |     |     | 0   |
| —   | Frank Radisich    | HCM Ford Cosworth FVA              | Henderson Central Motors  | 10  | DNS | Ret | 15  |     |     |     | 0   |
| —   | John Nicholson    | Brabham BT18 Ford                  |                           | Ret |     | 11  | 12  |     |     |     | 0   |
| —   | Wayne Murdoch     | Brabham BT10 Ford                  |                           |     |     | ??  | 14  |     |     |     | 0   |
| —   | Dennis Marwood    | Brabham BT22 Coventry Climax FPF   | Rorstan Motor Racing      | Ret | Ret | Ret |     |     |     |     | 0   |
| —   | Alfredo Costanzo  | McLaren M4A (en) Ford Cosworth FVA |                           |     |     |     |     | Ret | Ret | Ret | 0   |
| —   | Col Green         | Brabham BT16 Coventry Climax FPF   |                           |     |     |     |     | Ret | ??  | Ret | 0   |
| —   | Henk Woelders     | Elfin 600B Ford                    |                           |     |     |     |     | Ret |     | Ret | 0   |
| —   | Vince Anderson    | Brabham BT11A Coventry Climax FPF  |                           | ??  |     | Ret |     |     |     |     | 0   |
| —   | Peter Moloney     | Cooper T66 Coventry Climax FPF     |                           |     |     | Ret |     |     |     |     | 0   |
| —   | Barry Keen        | Begg Mono Ford                     |                           |     |     |     | Ret |     |     |     | 0   |
| —   | Clive Mills       | Rennmax BN2 Ford                   |                           |     |     |     |     |     | Ret |     | 0   |
| —   | John Harvey       | Brabham BT23E Repco                |                           |     |     |     |     |     |     | Ret | 0   |
| —   | Maurie Quincey    | Elfin 600B Ford                    |                           |     |     |     |     |     |     | Ret | 0   |
| —   | Bryan Faloon      | Brabham BT4 Coventry Climax FPF    |                           | DNS |     |     |     |     |     |     | 0   |
| —   | Peter Hughes      | Lotus 25/33 Daimler                |                           |     | DNS |     |     |     |     |     | 0   |
| Pos | Pilote            | Voiture                            | Écurie                    | Puk | Lev | Wig | Ter | Lak | War | San | Pts |